# L'Or et l'Amour
Pour plus de détails, voir Fiche technique et Distribution.
L'Or et l'Amour (Great Day in the Morning) est un film américain réalisé par Jacques Tourneur, sorti en 1956.

## Synopsis
1861. Owen Pentecost arrive à Denver (Colorado), en même temps qu'Ann Merry Alaine, qui vient y ouvrir un magasin de vêtements. Il y rencontre Boston, qui travaille dans le saloon. Les deux femmes commencent à tomber amoureuses d'Owen, mais ce dernier n'est-il pas là plutôt pour l'or des Confédérés…

## Fiche technique
- Titre : L'Or et l'Amour
- Titre original : Great Day in the Morning
- Réalisation : Jacques Tourneur
- Scénario : Lesser Samuels d'après le roman Great Day in the Morning de Robert Hardy Andrews
- Photographie : William E. Snyder
- Montage : Harry Marker
- Musique : Leith Stevens
- Direction artistique : Jack Okey
- Costumes : Gwen Wakeling
- Son : John C. Grubb, Terry Kellum
- Producteur : Edmund Grainger
- Société de production : Edmund Grainger Productions
- Société de distribution : RKO Radio Pictures
- Pays d'origine :  États-Unis
- Langue originale : anglais
- Format : Couleur (Technicolor) - 35 mm — 2,00:1 (SuperScope) - Son Mono (RCA Sound Recording)
- Genre : Western
- Durée : 92 minutes
- Date de sortie :
  - États-Unis :16 mai 1956 (première à Denver)
- Affiche : Roger Soubie (France)

## Distribution
- Virginia Mayo  (VF : Nadine Alari) : Ann Merry Alaine
- Robert Stack  (VF : André Valmy) : Owen Pentecost
- Ruth Roman (VF : Paula Dehelly)  : Boston Grant
- Alex Nicol  (VF : Pierre Gay) : Capitaine Stephen Kirby
- Raymond Burr (VF : Jean Violette)  : Jumbo Means
- Leo Gordon : Zeff Masterson
- Regis Toomey  (VF : Robert Dalban) : Père Murphy
- Carleton Young : Colonel Gibson
- Donald MacDonald : Gary John Lawford
- Peter Whitney (VF : Jean Clarieux)  : Phil le Cannibale
- Dan White : Rogers
- George D. Wallace (non crédité) : Jack Lawford
- Syd Saylor (VF : Paul Villé) : le conducteur de la diligence
- Roger Rudel (voix)

## Production
- Selon les journaux de l'époque[1], le producteur Edmund Grainger avait d'abord pris contact avec Richard Burton pour le rôle d'Owen Pentecost, puis il avait envisagé William Powell ou Robert Mitchum pour jouer Owen, Joe E. Brown pour jouer le Père Murphy, et Shelley Winters et Grace Kelly pour les rôles de Boston et Ann.